# Hospital da Brigada Militar de Porto Alegre
O Hospital da Brigada Militar de Porto Alegre (HBMPA) é um hospital geral localizado na cidade de Porto Alegre, mantido pelo Estado do Rio Grande do Sul e voltado para prestar serviços de saúde a membros da Brigada Militar, seus dependentes e segurados do IPE Saúde. Dispõe de 95 leitos em várias especialidades e 10 para UTI.
Um segundo hospital do mesmo tipo está localizado em Santa Maria. O HBMPA está endereçado na rua Dr. Castro de Menezes, n° 155, no bairro Vila Assunção, na zona sul da cidade.
A história do hospital remonta a setembro do ano de 1897, quando duas enfermarias para a categoria dos policiais militares foram criadas no estado. O prédio atual, situado no morro da Vila Assunção, foi inaugurado em 1971.

## Serviços médicos
- Cardiologia
- Oftalmologia
- Cirurgia Geral
- Otorrino
- Psiquiatria
- Cirurgia Torácica
- Pneumologia
- Cirurgia Vascular
- Proctologia
- Clínica Médica
- Psicologia
- Dermatologia
- Urologia
- Ginecologia
- Mastologia
- Neurologia
- Traumatologia
- Nutricionista
- Neurocirurgia
- Oncologia
- Pediatria
- Gastroenterologia
- Nefrologia
- Hematologia